# Maerua crassifolia
Maerua crassifolia Forssk., 1775 è una pianta arborea della famiglia delle Capparacee.
Ha delle foglie che possono essere consumate dagli animali e dei frutti che possono entrare nell'alimentazione umana.
In Nordafrica essa è chiamata atil o agar (tuareg). In Arabia sarh.

## Distribuzione e habitat
La specie è diffusa nelle zone semiaride e aride dell'Africa, del Medio Oriente e della penisola Arabica, spingendosi ad est sino all'Iran e al Pakistan.

## Usi

### Usi alimentari
Le foglie di quest'albero forniscono un alimento per il bestiame: cammelli e capre sono soliti brucarne le estremità verdi, col risultato che nei luoghi più frequentati è raro vedere la pianta in pieno sviluppo, mentre rimangono solo dei piccoli arbusti ridotti a monconi.
I frutti (ibalakän) entrano occasionalmente anche nell'alimentazione umana:  vengono consumati freschi; le foglie invece vengono consumate (dopo bollitura) solo in periodi di carestia.

### Usi medicinali
La pianta viene usata per curare diverse malattie del bestiame.
Nei bovini, ovini e caprini, la dermatite digitale (mäklaz), frequente in inverno per il contatto con l'erba umida, produce danni agli zoccoli, e anche alla lingua dell'animale che si lecca lo zoccolo malato (la malattia è detta anche dagg-iles, letteralmente "quella della lingua"). Per combattere le conseguenze sulla lingua, vi si passa della polvere ottenuta triturando i frutti di Maerua crassifolia.
Inoltre, le foglie di agar (triturate ed eventualmente insieme a del miglio) vengono somministrate come purgante per i cavalli che soffrono di stipsi (tawaqot), o per liberarli da parassiti intestinali (iralalaman).

### Altri usi
Uno dei metodi tradizionali per procurarsi il fuoco presso i Tuareg consiste nello sfregamento di un bastoncino di legno duro di Maerua crassifolia su di un pezzo di legno tenero di tirza (Calotropis procera). A questa pratica allude un indovinello:
(Bernus (1981: 211) - Per capire appieno l'indovinello gioverà ricordare che in lingua tuareg agar è maschile, mentre tirza e temse (il fuoco) sono nomi femminili)

## Credenze
Tra i Tuareg è credenza diffusa che la pianta di agar sia una delle sedi preferite dai geni (kel äsuf, "quelli del deserto"), sempre pericolosi e temuti. In proposito si racconta un aneddoto molto istruttivo. Firhun, amenukal degli Iullemmeden Kel Ataram, che condusse una grande rivolta antifrancese intorno al 1916, sosteneva di essere protetto da potenti amuleti collocati negli zoccoli della sua cavalla, che avrebbero reso lui e la sua cavalcatura invincibili in quanto invulnerabili ai colpi del nemico. E quando venne sconfitto e poi ucciso, si sparse la voce che il proiettile che lo aveva colpito era in realtà stato ricavato dal legno di questa pianta. Spesso dei rametti di agar venivano introdotti nella canna del fucile per avere ragione di eventuali talismani portato dal nemico.
Presso i Tuareg del Nord, a questa pianta ricorrono le donne divorziate per abbreviare il periodo di tre mesi durante il quale dovrebbero astenersi dall'incontrare nuovi uomini. Per liberarsi da quest'obbligo, le donne sono solite appendere ai rami di agar un sacchetto di tela contenente antimonio o qualche profumo (Foucauld 1951-52, I : 477-478).